# Rui Herbon
Rui Herbon (Lisboa, 1972) é um escritor português.

## Obras publicadas
Romance
- Voar como os Pássaros, Chorar como as Nuvens: um Filme Português - Parceria A. M. Pereira, 2004
- Absinto - A Inútil Deambulação da Escrita - Parceria A. M. Pereira, 2005
- Os Girassóis - Parceria A. M. Pereira, 2008
- O Romper das Ondas - Parceria A. M. Pereira, 2009

Conto
- A Chave - Parceria A. M. Pereira, 2010
- O Prazer dos Estranhos - Edições Colibri, 2013

Teatro
- O Álbum de Família - Imprensa Nacional Casa da Moeda/Sociedade Portuguesa de Autores, 2011

## Prémios
- Prémio Eixo-Atlântico de Narrativa Galega e Portuguesa 2002, com o romance "Voar como os pássaros, chorar como as nuvens (um filme português)"
- Prémio António Paulouro 2004, com o romance "Absinto (a inútil deambulação da escrita)"
- Prémio Afonso Lopes Viera 2005, com o romance "Um eterno retorno"
- Prémio Literário Orlando Gonçalves 2005, com o romance "Um eterno retorno"
- Menção Honrosa no Prémio Alves Redol 2005, com o romance "Um eterno retorno"
- Prémio Nacional de Literatura Lions de Portugal 2007, com o livro de contos "A preto e branco"
- Prémio Maria Matos 2007 de Dramaturgia, com a peça "Masoch"
- Prémio Literário Cidade de Almada 2008, com o romance "O romper das ondas" [1]
- Prémio Literário Almeida Firmino 2008, com a colectânea de contos "Jogos de artifício"
- Prémio Literário Branquinho da Fonseca (de Conto Fantástico) 2009, com "A chave"
- Grande Prémio de Teatro Português (SPA/Teatro Aberto) 2010, com "O álbum de família"
- Prémio Nacional de Literatura Lions de Portugal 2010, com o livro de contos "A febre dos dias"
- Menção Honrosa no Prémio Literário Manuel Teixeira Gomes 2011, com o romance "Mariana"
- Prémio Nacional de Conto Manuel da Fonseca 2012, com "O prazer dos estranhos"